# Frankisch-Visigotische Oorlog (496-498)
De Frankisch-Visigotische Oorlog (496-498) ook bekend als de eerste Frankisch-Visigotische oorlog was een gewapend conflict tussen de Franken en de Visigoten. In dit conflict waren de Franken de agressor die in Aquitanië probeerden vaste voet te krijgen, waar de Aquitaanse Goten sinds de val van het West-Romeinse Rijk de macht uitoefenden. De belangrijkste opponenten in deze oorlog waren de vorsten Clovis  en Alarik II. De oorlog eindigde in een nederlaag voor Clovis..